# Portræt af Adele Bloch-Bauer I
Portræt af Adele Bloch-Bauer I (også kendt som Damen i guld eller Kvinden i guld) er et maleri fra 1907 af Gustav Klimt, det første af to portrætter Klimt malede af Adele Bloch-Bauer. Det bliver omtalt som det endelige og mest repræsentative af værkerne fra hans gyldne periode.
Adele Bloch-Bauer (1881–1925) var et rigt medlem af Wiens borgerskab, mæcen for og nær ven af Gustav Klimt.

## Maleriet
Det tog Klimt tre år at færdiggøre maleriet; tidlige skitser går tilbage til 1903/4. Det måler 138 x 138 cm [54" x 54"] og er udført i olie og guld på lærred, med detaljeret og kompleks ornamentik som det ses i Jugendstilen. Klimt var medlem af Wiener Secession, en gruppe kunstnere der brød med den traditionelle måde at male på. Maleriet blev malet i Wien og bestilt af Adeles mand, Ferdinand Bloch-Bauer. Som en rig industrimand, der havde tjent sin formue i sukkerindustrien, støttede han kunsten og han begunstigede og støttede Gustav Klimt. Adele Bloch-Bauer blev den eneste model der er blevet malet af Klimt to gange, han færdiggjorde maleri nummer to af hende, Portræt af Adele Bloch-Bauer II, i 1912.

## Ejerskab af maleriet
Det er blevet påstået at Adele Bloch-Bauer i sit testamente bad sin mand om at donere Klimt malerierne til det Østrigske Nationalgalleri efter hans død. Hun døde af meningitis i 1925.
Da Nazityskland annekterede Østrig i 1938, i den operation der er kendt som Anschluss, flygtede hendes enkemand til Prag og efterfølgende til Zurich. Det meste af hans ejendom i Østrig, herunder hans malerier af Klimt, blev stjålet, og advokaten Friedrich Führer blev udpeget til at stå for salget eller afhændelsen på vegne af den tyske stat. I 1941 blev maleriet erhvervet af det Østrigske Nationalgalleri, som befinder sig i Belvedere Paladset i Wien.
Ferdinand Bloch-Bauer døde i november 1945 i Zurich. I hans testamente fra 1945 udpegede han sin nevø og niecer, herunder Maria Altmann, som arvinger til hans gods.
Efter administrativ modvilje fra de østrigske myndigheder, overfor hendes krav om tilbagelevering af de konfiskerede værker i 2000, sagsøgte Maria Altmann Østrig, gennem USAs retsvæsen, for at opnå ejerskab af Adele Bloch-Bauer I og andre værker fra hendes onkels samling. Eftersom Bloch-Bauers malerier var blevet i Østrig, antog den Østrigske regering den holdning, at Adele Bloch-Bauers testamente havde bestemt at malerierne skulle forblive der. Efter et retsopgør, blev det ved en bindende voldgift i 2006, af et panel af østrigske dommere, besluttet, at Maria Altmann var den rette ejer af dette, samt fire andre malerier af Klimt.
I juni 2006 blev værket solgt for US$135 millioner til Ronald Lauder for Neue Galerie i New York City, på det tidspunkt var det den højeste pris for et maleri. Det har været udstillet på Neue Galerie siden juli 2006.

## Film
Maria Altmanns historie blev i 2015 dramatiseret i filmen Kvinden i guld med Helen Mirren som Maria og Ryan Reynolds som hendes advokat E. Randol Schoenberg, barnebarn af Arnold Schönberg.
Hendes historie er også blevet genfortalt i tre dokumentarfilm. Adele's Wish af filmmageren Terrence Turner, som er Altmanns grand-nieces mand, udkom i 2008. Adele's Wish indeholder interview med Altmann, Schoenberg og førende eksperter fra hele verden. Dokumentaren Stealing Klimt fra 2007 indeholdt også interview med Altmann, Schoenberg samt andre der var tæt forbundet til historien.
Værket var også med i dokumentaren The Rape of Europa fra 2006, der beskæftigede sig med det voldsomme kunsttyveri i Europa som Naziregeringen stod for under Anden verdenskrig.

## Bøger
Værket er også en del af Gregor Collins memoirer, The Accidental Caregiver, om hans forhold til Maria Altmann, Adele Bloch-Bauers niece. De blev udgivet 15. august 2012 og dramatiseret på scenen i New York i januar 2015.
Historien om maleriet og dem der var involveret bliver dækket i detaljer i Anne-Marie O'Connors bog The Lady in Gold: The Extraordinary Tale of Gustav Klimt's Masterpiece, Portrait of Adele Bloch-Bauer, der blev udgivet 7. februar 2012.
Værket og andre fortællinger om sammenstød mellem arvinger, der insisterer på at få deres arv tilbage fra deres nuværende ejere, bliver fortalt af Melissa Müller og Monika Tatzkow i Lost Lives, Lost Art: Jewish Collectors, Nazi Art Theft, and the Quest for Justice, der blev udgivet af The Vendome Press 1. september 2010.